# غار واندرورک
واندِرْوِرک، غار و محوطهٔ باستان‌شناسی در استان کیپ شمالی آفریقای جنوبی است. مطالعات باستان‌شناسی در آن از دهه ۱۹۴۰ میلادی آغاز گشت که همچنان ادامه دارد. در آن بقایایی از فعالیت‌های انسان راست‌قامت مربوط به اواخر عصر سنگ یافت شده است.
دانشمندان در سال ۲۰۱۲ در عمق ۳۰ متری غار واندرورک بقایای خاکستری را کشف کردند که نشان‌دهندهٔ چیرگی انسان بر آتش در حدود یک میلیون سال پیش بود.
واندرورک (Wonderwerk) در زبان آفریکانس به معنای معجزه است.